# 프레베자현
프레베자현은 그리스 이피로스 주에 있는 현이다. 중심 도시는 프레베자 시이다. 암브라키아 만의 해저 터널을 통해 남쪽의 에톨리아-아카르나니나 현과 연결되어 있다. 고대 도시 니코폴리스 유적도 이곳에 있다.
프레베자 현은 제1차 발칸 전쟁 이후 1913년에 이피로스의 나머지 지역이 그리스 영토로 편입되면서 설치되었다. 